# Taisei Fujita
Taisei Fujita (藤田 泰成 Fujita Taisei?, nacido el 31 de enero de 1982 en Kuroshio, Hata, Kochi) es un exfutbolista japonés. Jugaba de centrocampista y su último club fue el FC Machida Zelvia de Japón.

## Trayectoria

### Clubes
| Club                 | País  | Año         |
| -------------------- | ----- | ----------- |
| Nagoya Grampus Eight | Japón | 2000 - 2004 |
| FC Tokyo             | Japón | 2005        |
| Tokyo Verdy          | Japón | 2006 - 2007 |
| Tokushima Vortis     | Japón | 2008 - 2009 |
| FC Machida Zelvia    | Japón | 2010 - 2014 |

## Estadística de carrera

### J. League
| Club                 | Año   | J. League | J. League | Copa J. League | Copa J. League | Total | Total |
| Club                 | Año   | Part.     | Goles     | Part.          | Goles          | Part. | Goles |
| -------------------- | ----- | --------- | --------- | -------------- | -------------- | ----- | ----- |
| Nagoya Grampus Eight | 2000  | 10        | 1         | 1              | 0              | 11    | 1     |
| Nagoya Grampus Eight | 2001  | 3         | 0         | 0              | 0              | 3     | 0     |
| Nagoya Grampus Eight | 2002  | 0         | 0         | 1              | 0              | 1     | 0     |
| Nagoya Grampus Eight | 2003  | 0         | 0         | 0              | 0              | 0     | 0     |
| Nagoya Grampus Eight | 2004  | 6         | 0         | 1              | 0              | 7     | 0     |
| FC Tokyo             | 2005  | 0         | 0         | 6              | 0              | 6     | 0     |
| Tokyo Verdy          | 2006  | 26        | 0         | -              | -              | 26    | 0     |
| Tokyo Verdy          | 2007  | 10        | 0         | -              | -              | 10    | 0     |
| Tokushima Vortis     | 2008  | 37        | 0         | -              | -              | 37    | 0     |
| Tokushima Vortis     | 2009  | 15        | 1         | -              | -              | 15    | 1     |
| FC Machida Zelvia    | 2012  | 38        | 0         | -              | -              | 38    | 0     |
| FC Machida Zelvia    | 2014  | 2         | 0         | -              | -              | 2     | 0     |
| Total                | Total | 147       | 2         | 9              | 0              | 156   | 2     |